# Semau

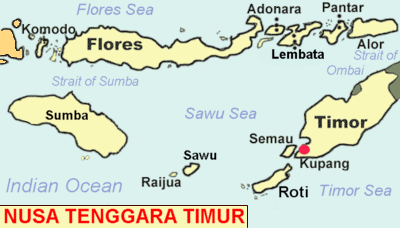
Mapa de la zona.

Semau (Pulau Semau, Pusmau) es una isla que forma parte de las islas menores de la Sonda localizada en el punto más occidental de la isla de Timor y que políticamente es parte del distrito o Kabupaten de Kupang que pertenece a Timor Occidental. Se sitúa a de la ciudad de Kupang.

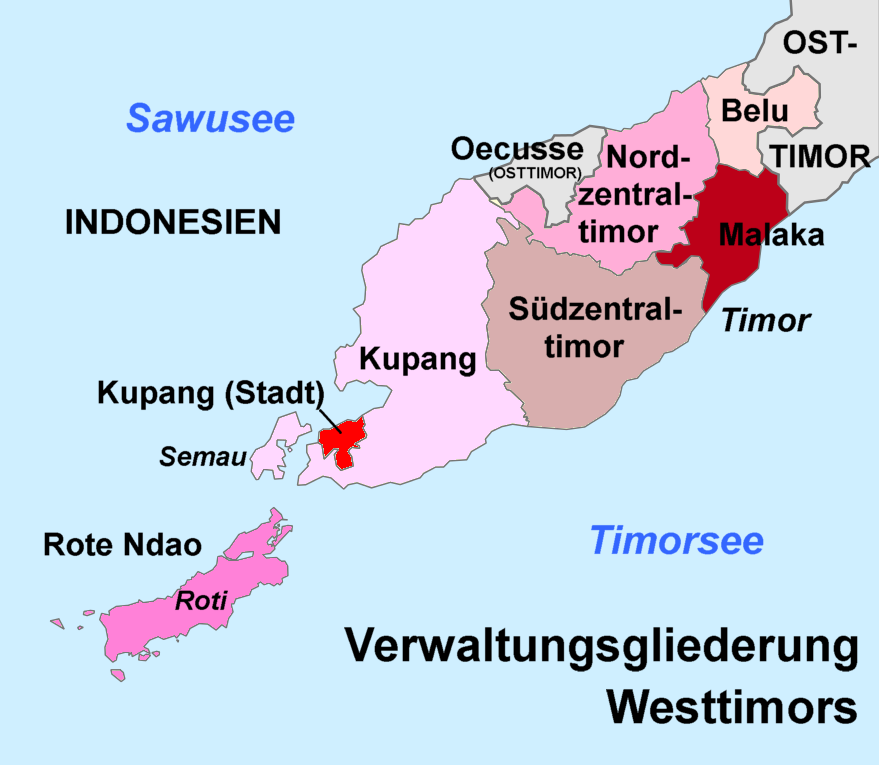
Mapa con la división administrativa de Timor Occidental.

Administrativamente, la isla se divide en dos kecamatan, norte (dividido en 8 Desa o pueblos) y sur (dividido en 6 Desa).
En el censo de 2010 vivían en la isla 11419 habitantes. El pueblo original de la isla se llama Helong, así como su lengua, parte de las lenguas malayo-polinesias centro-orientales.